# Crystalline
Crystalline è il primo singolo che anticipa l'uscita di Biophilia, settimo album dell'artista islandese Björk.
Il singolo è stato pubblicato il 28 giugno 2011 accompagnato da una App per iPad a pagamento. realizzata appositamente dall'artista multimediale Scott Snibbe con la collaborazione del regista francese Michel Gondry.

## Descrizione
La prima parte di Crystalline consiste in una base elettronica di bassi e percussioni accompagnata da una delicata melodia suonata con un particolare strumento musicale chiamato Gameleste.
La conclusione è un'esplosione di percussioni tipicamente breakcore.
Il brano è stato interpretato come un ritorno alle sonorità di Homogenic (1997).

## Il video
Il videoclip è stato diretto da Michel Gondry, regista francese con cui collabora dai tempi di Debut (1993) e che ha filmato la maggior parte dei suoi video.
Il 25 luglio è stato pubblicato sul canale ufficiale YouTube dell'artista .
Nel video appare un corpo celeste simile alla Luna colpito da piccoli meteoriti luminosi. Questa pioggia spaziale è osservata da Björk racchiusa in una sfera luminosa nell'atmosfera. In riferimento al testo della canzone sul suolo vengono mostrati dei cristalli ghiacciati che crescono, effetto creato con la tecnica dello stop motion:
(Crystalline, Bjork)
Ad un certo punto una delle meteoriti crea un cratere svelando un passaggio che porta all'interno della Luna, dove sono visibili delle animazioni astratte.

## L'app
Come ogni traccia di Biophilia, Crystalline può essere acquistata online anche sotto forma di app per iPhone o iPad. Essa consiste in un videogioco in cui ci si serve della funzione di inclinazione di iPod Touch, iPhone e iPad per spostare un cristallo attraverso vari tunnel sotterranei. Con la raccolta di cristalli diversi dalle pareti del tunnel, nuove gallerie vengono sbloccate, ognuna delle quali corrisponde a un diverso momento della canzone. Le gallerie verdi corrispondono alla prima strofa, le gallerie rosa alla seconda, le gallerie d'arancioni alla terza strofa, le gallerie rosse corrispondono al ritornello e quelle blu alla parte finale della canzone.

## Tracce
Digital Download - Crystalline
1. Crystalline (Șerban Ghenea Mix) – 5:06

Digital Download – Cosmogony
1. Cosmogony (Șerban Ghenea Mix) – 4:49

The Crystalline Series – Șerban Ghenea Mixes CD/LP
1. Crystalline (Șerban Ghenea Mix) – 5:06
2. Cosmogony (Șerban Ghenea Mix) – 4:49

The Crystalline Series – Omar Souleyman Versions CD/LP
1. Crystalline (Omar Souleyman Remix) – 6:41
2. Tesla – 7:24
3. Mawal (Omar Souleyman) – 3:46

The Crystalline Series – Crystalline Matthew Herbert CD/LP
1. Crystalline (Matthew Herbert Remix)
2. Crystalline (Matthew Herbert Remix Instrumental)

The Crystalline Series – Cosmogony Matthew Herbert CD/LP
1. Cosmogony (Matthew Herbert Remix 1)
2. Cosmogony (Matthew Herbert Remix 2)
3. Cosmogony (Matthew Herbert Remix 1 Instrumental)
4. Cosmogony (Matthew Herbert Remix 2 Instrumental)